# Kim Lamarre
Kim Lamarre (Quebec, 20 mei 1988) is een Canadese freestyleskiester, gespecialiseerd op het onderdeel slopestyle. Ze vertegenwoordigde haar vaderland op de Olympische Winterspelen 2014 in Sotsji en op de Olympische Winterspelen 2018 in Pyeongchang.

## Carrière
Op de wereldkampioenschappen freestyleskiën 2011 in Deer Valley eindigde Lamarre als vierde op het onderdeel slopestyle. De Canadese maakte haar wereldbekerdebuut in januari 2013 in Copper Mountain. In december 2013 scoorde ze in Copper Mountain haar eerste wereldbekerpunten. Een maand later behaalde Lamarre in Breckenridge haar eerste toptienklassering in een wereldbekerwedstrijd. De Canadese won de bronzen medaille op het onderdeel slopestyle op de Winter X Games XVIII in Aspen. Tijdens de Olympische Winterspelen van 2014 in Sotsji veroverde ze de bronzen medaille op het onderdeel slopestyle.
Op de wereldkampioenschappen freestyleskiën 2017 in de Spaanse Sierra Nevada eindigde Lamarre als 26e op het onderdeel slopestyle. Tijdens de Olympische Winterspelen van 2018 in Pyeongchang eindigde de Canadese als 22e op het onderdeel slopestyle.

## Resultaten

### Olympische Winterspelen
| Jaar | Plaats      | Resultaten     |
| ---- | ----------- | -------------- |
| 2014 | Sotsji      | Slopestyle     |
| 2018 | Pyeongchang | 22e Slopestyle |

### Wereldkampioenschappen
| Jaar | Plaats        | Resultaten     |
| ---- | ------------- | -------------- |
| 2011 | Deer Valley   | 4e Slopestyle  |
| 2017 | Sierra Nevada | 26e Slopestyle |

### Wereldbeker
Eindklasseringen
| Seizoen   | Algm | BA  | SS  |
| --------- | ---- | --- | --- |
| 2013/2014 | 81e  | –   | 18e |
| 2014/2015 | 97e  | –   | 13e |
| 2015/2016 | 109e | –   | 20e |
| 2016/2017 | 106e | –   | 25e |
| 2017/2018 | 79e  | 11e | 17e |
| 2018/2019 | 192e | –   | 38e |